# Communauté de communes du Pays d'Ancenis
La Communauté de communes du Pays d'Ancenis ou COMPA est une intercommunalité française, située dans le département de la Loire-Atlantique (à l'exception de la commune nouvelle d'Ingrandes-le-Fresne-sur-Loire en Maine-et-Loire), dans la région Pays de la Loire, autour de la ville d'Ancenis-Saint-Géréon.

## Historique
Elle naît le 1er janvier 2000, par la transformation du district du Pays d'Ancenis en communauté de communes.
Le 1er janvier 2017, la commune nouvelle de Ingrandes-Le Fresne sur Loire est rattachée à la COMPA, alors que, jusqu'au 31 décembre 2016 l’ancienne commune d'Ingrandes était membre de la communauté de communes Loire-Layon.
Le 1er janvier 2018, la création de la commune nouvelle de Vallons-de-l'Erdre, intégrant la commune de Freigné détachée du département de Maine-et-Loire, augmente la superficie de la communauté de communes d'environ 65,26 km2 et d'environ 1 100 habitants.
Le 1er janvier 2019, les communes d'Ancenis et de Saint-Géréon fusionnent pour former la commune nouvelle d'Ancenis-Saint-Géréon.
Le 1er janvier 2024, la commune de Saint-Sigismond rejoint la commune nouvelle d'Ingrandes-le-Fresne-sur-Loire et intègre la communauté de communes du Pays d'Ancenis.

### Identité visuelle

Logo de la communauté de communes du Pays d'Ancenis jusqu'en 2011.
Logo de la communauté de communes du Pays d'Ancenis à partir de 2011.

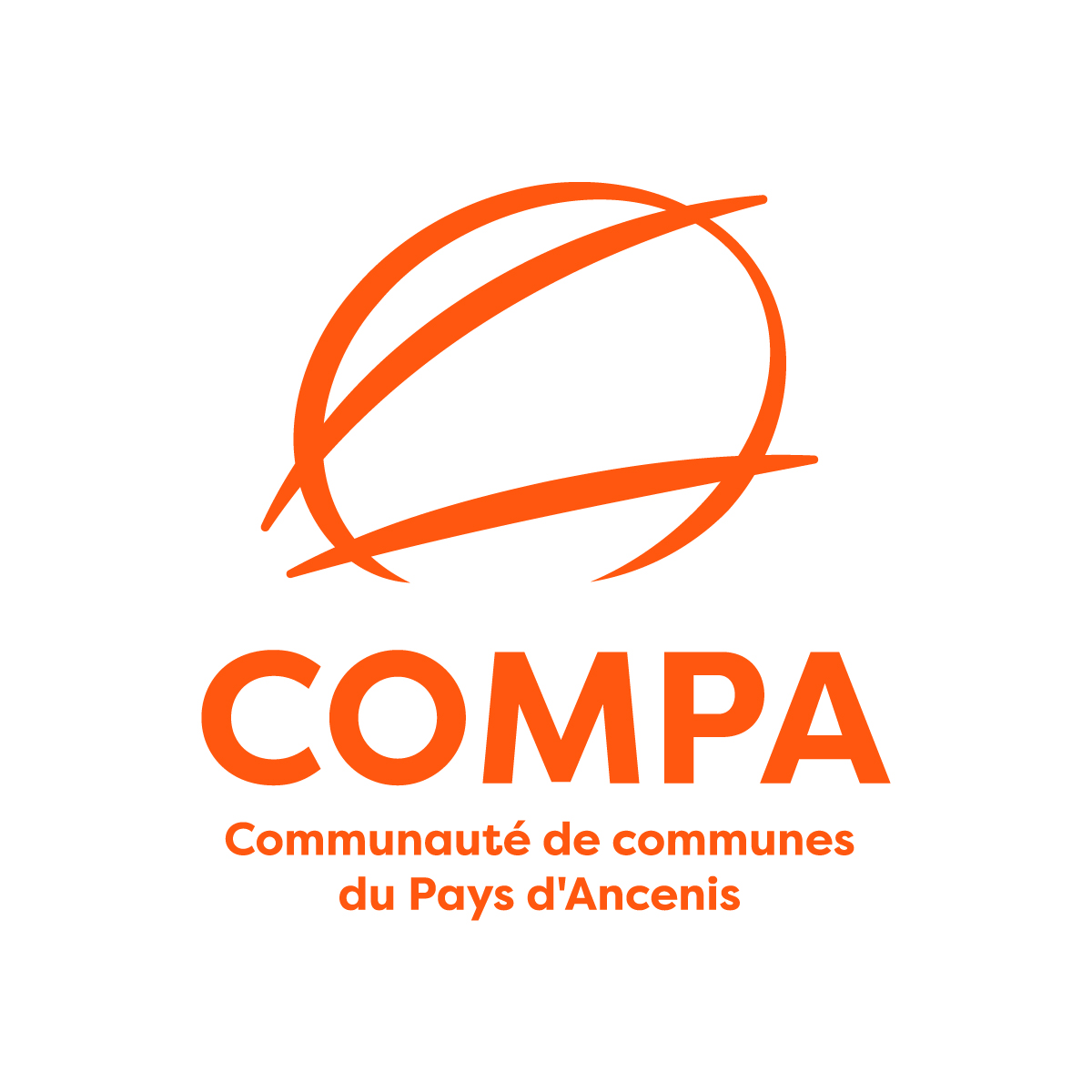
Logo de la Communauté de communes du Pays d'Ancenis en 2024

Le logo de la Communauté de communes du Pays d'Ancenis a évolué en 2024. Les grandes lignes ont été conservées : la boucle entourant le territoire, traversé par des représentations énergiques de l'Erdre et de la Loire.

## Territoire communautaire

### Géographie
Traversé par l'Erdre au nord et bordé par la Loire au sud, le territoire de la Communauté de communes du Pays d'Ancenis couvre un périmètre différent du pays traditionnel breton. En effet, outre la région naturelle du Pays d'Ancenis amputée des Touches, il se confond avec le Pays de la Mée (Le Pin, Vritz), le Val d'Anjou (Ingrandes) et le Haut Anjou (Freigné).

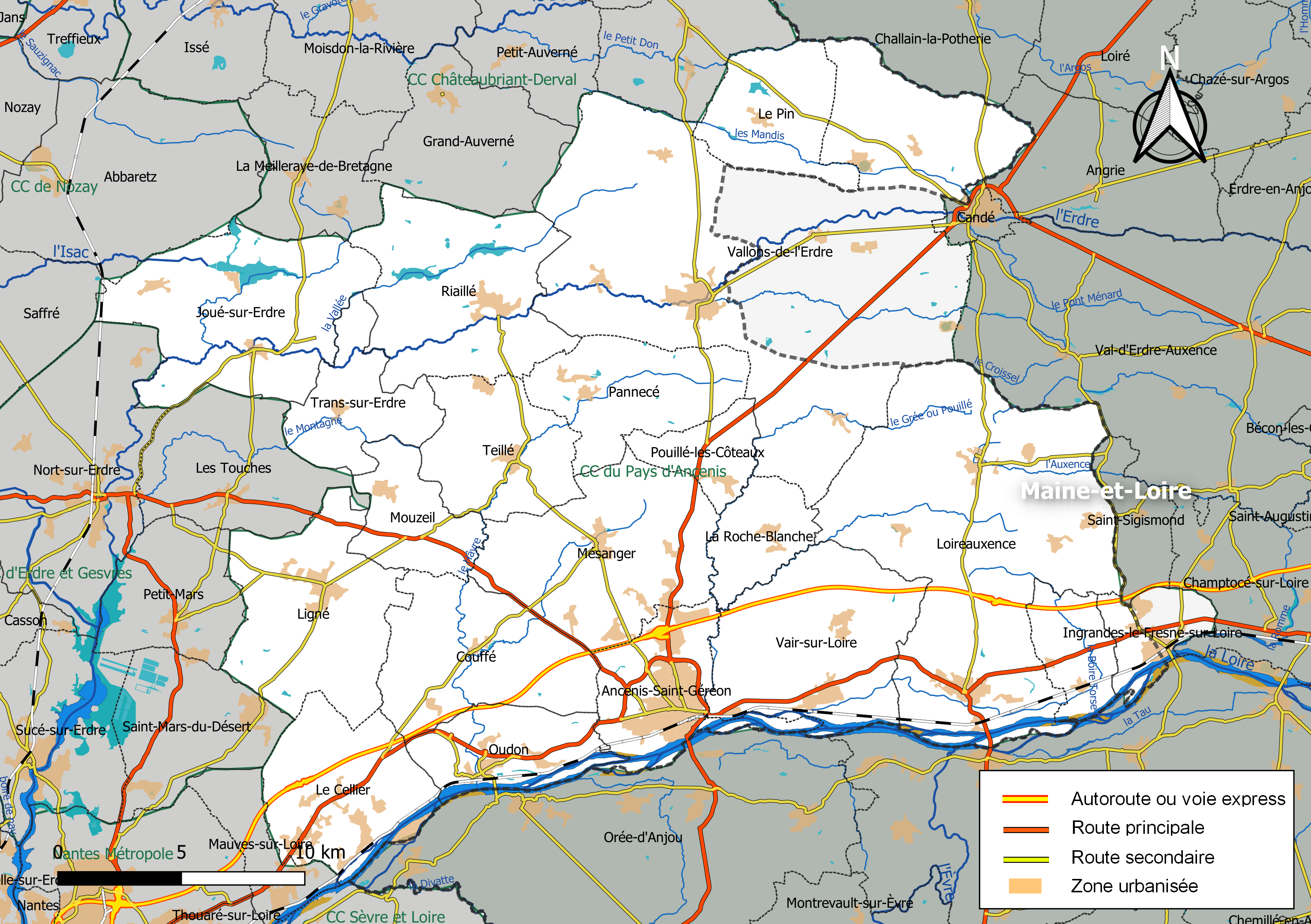
Carte de la communauté de communes du pays d'Ancenis au 1er janvier 2019.

### Composition
La communauté de communes est composée des 20 communes suivantes :

| Nom                           | Code Insee | Gentilé           | Superficie (km2) | Population (dernière pop. légale) | Densité (hab./km2) |
| ----------------------------- | ---------- | ----------------- | ---------------- | --------------------------------- | ------------------ |
| Ancenis-Saint-Géréon (siège)  | 44003      |                   | 27,58            | 11 346 (2022)                     | 411                |
| Le Cellier                    | 44028      | Cellariens        | 35,99            | 4 011 (2022)                      | 111                |
| Couffé                        | 44048      | Coufféens         | 39,97            | 2 534 (2022)                      | 63                 |
| Ingrandes-le-Fresne-sur-Loire | 49160      | Ingrando-Fresnois | 25,66            | 3 069 (2022)                      | 120                |
| Joué-sur-Erdre                | 44077      | Jovéens           | 54,53            | 2 753 (2022)                      | 50                 |
| Ligné                         | 44082      | Lignéens          | 45,41            | 5 593 (2022)                      | 123                |
| Loireauxence                  | 44213      | Loireauxençois    | 118,28           | 7 509 (2022)                      | 63                 |
| Mésanger                      | 44096      | Mesangéens        | 49,75            | 4 681 (2022)                      | 94                 |
| Montrelais                    | 44104      | Montrelaisiens    | 13,73            | 843 (2022)                        | 61                 |
| Mouzeil                       | 44107      | Mouzeillais       | 18,87            | 2 004 (2022)                      | 106                |
| Oudon                         | 44115      | Oudonnais         | 22,12            | 3 915 (2022)                      | 177                |
| Pannecé                       | 44118      | Pannecéens        | 30,59            | 1 454 (2022)                      | 48                 |
| Le Pin                        | 44124      | Pinois            | 24,95            | 829 (2022)                        | 33                 |
| Pouillé-les-Côteaux           | 44134      | Cotellois         | 11,72            | 1 050 (2022)                      | 90                 |
| Riaillé                       | 44144      | Riailléens        | 50,02            | 2 358 (2022)                      | 47                 |
| La Roche-Blanche              | 44222      | Roche-Blanchais   | 14,82            | 1 258 (2022)                      | 85                 |
| Teillé                        | 44202      | Teilléens         | 28,55            | 1 820 (2022)                      | 64                 |
| Trans-sur-Erdre               | 44207      | Transéens         | 22,56            | 1 124 (2022)                      | 50                 |
| Vair-sur-Loire                | 44163      | Vairlois          | 51,73            | 4 890 (2022)                      | 95                 |
| Vallons-de-l'Erdre            | 44180      | Vallonnais        | 188,96           | 6 625 (2022)                      | 35                 |

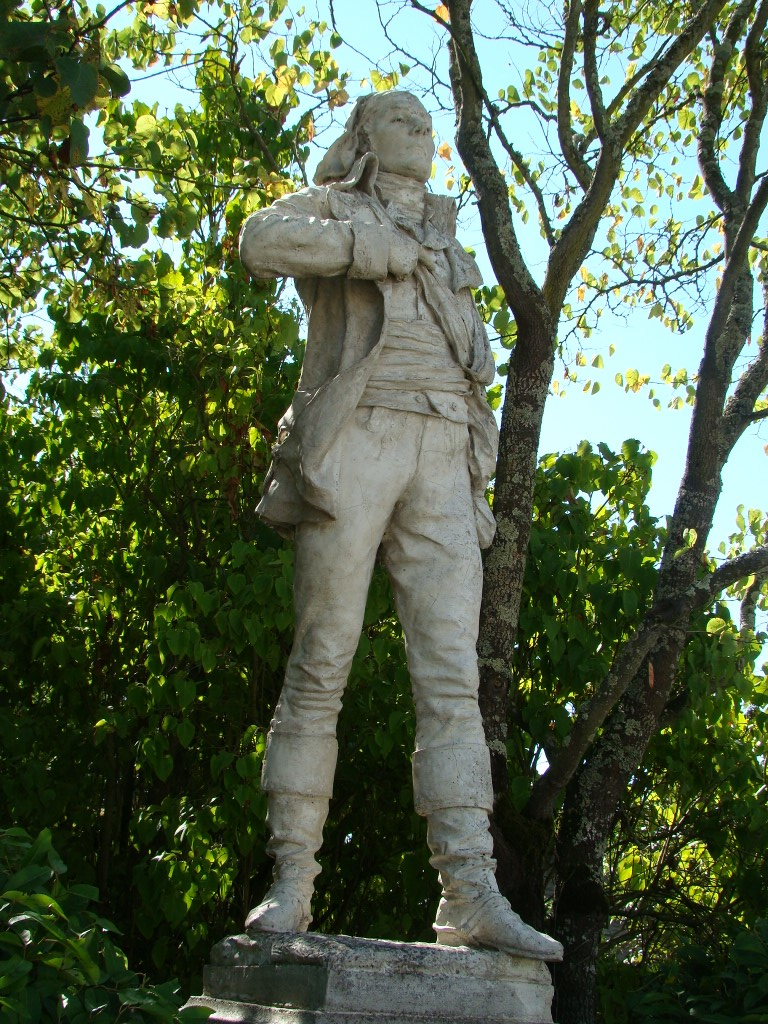
Statue de François-Athanase Charette de La Contrie à Couffé.
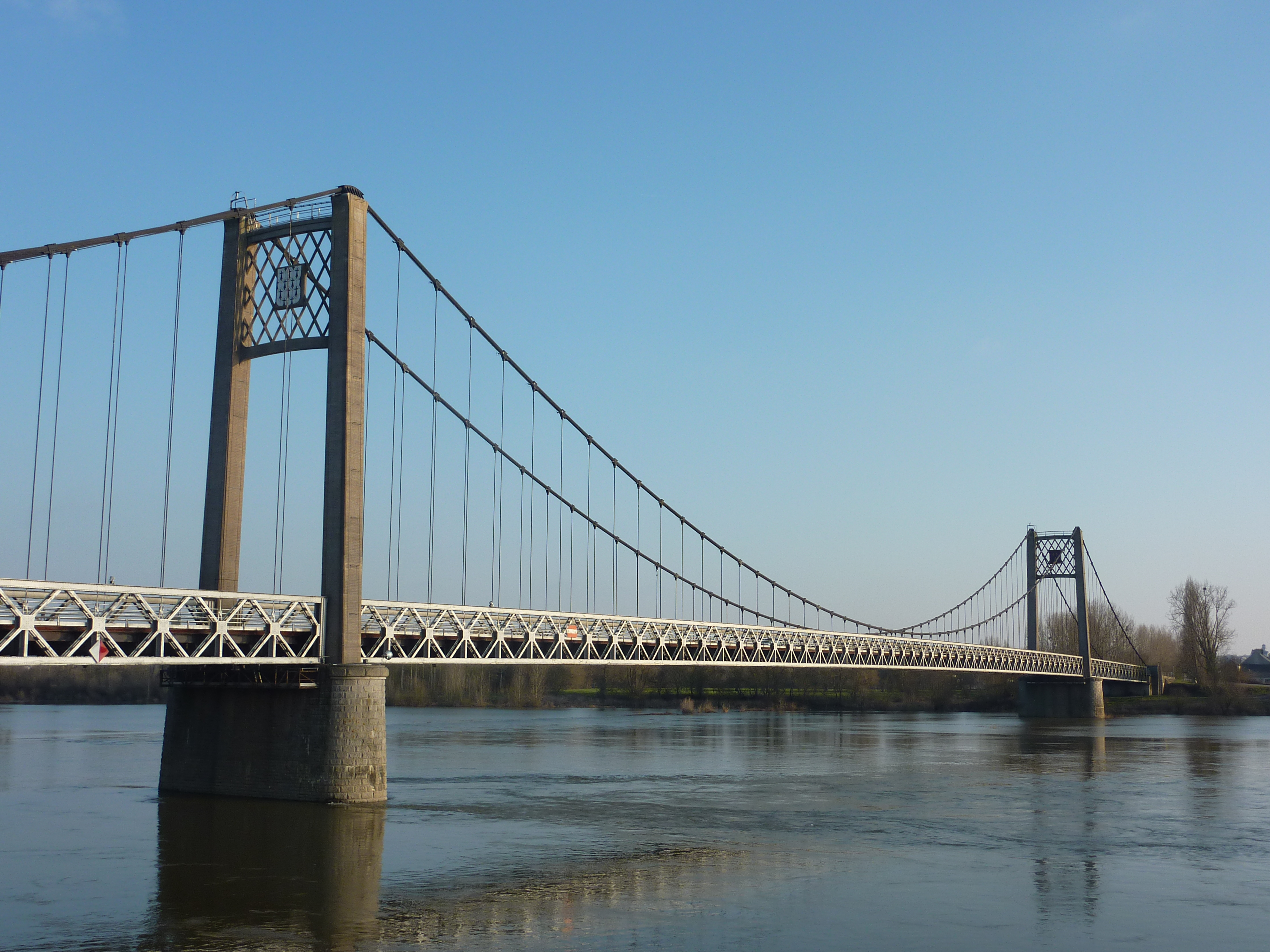
Le Pont d'Ancenis-saint-Géréon sur la Loire.
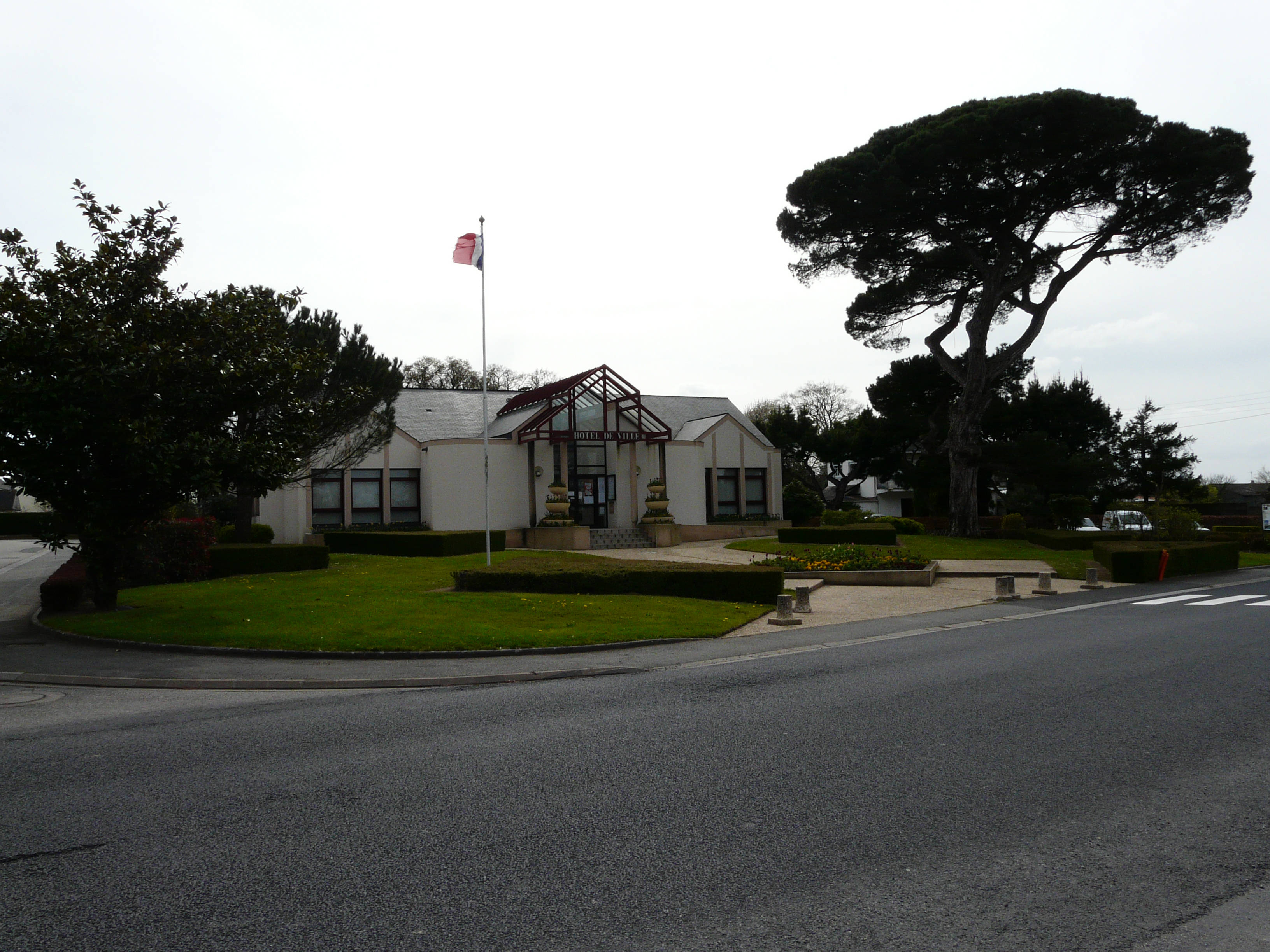
L'hôtel de ville de Mésanger.
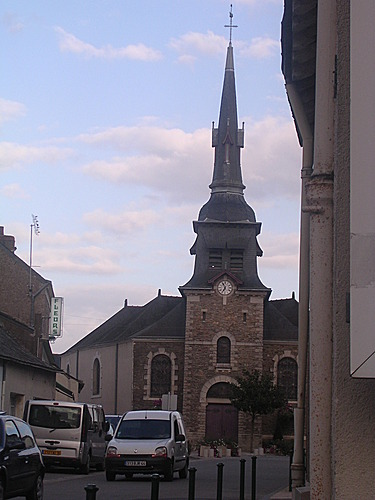
L'église de Ligné.
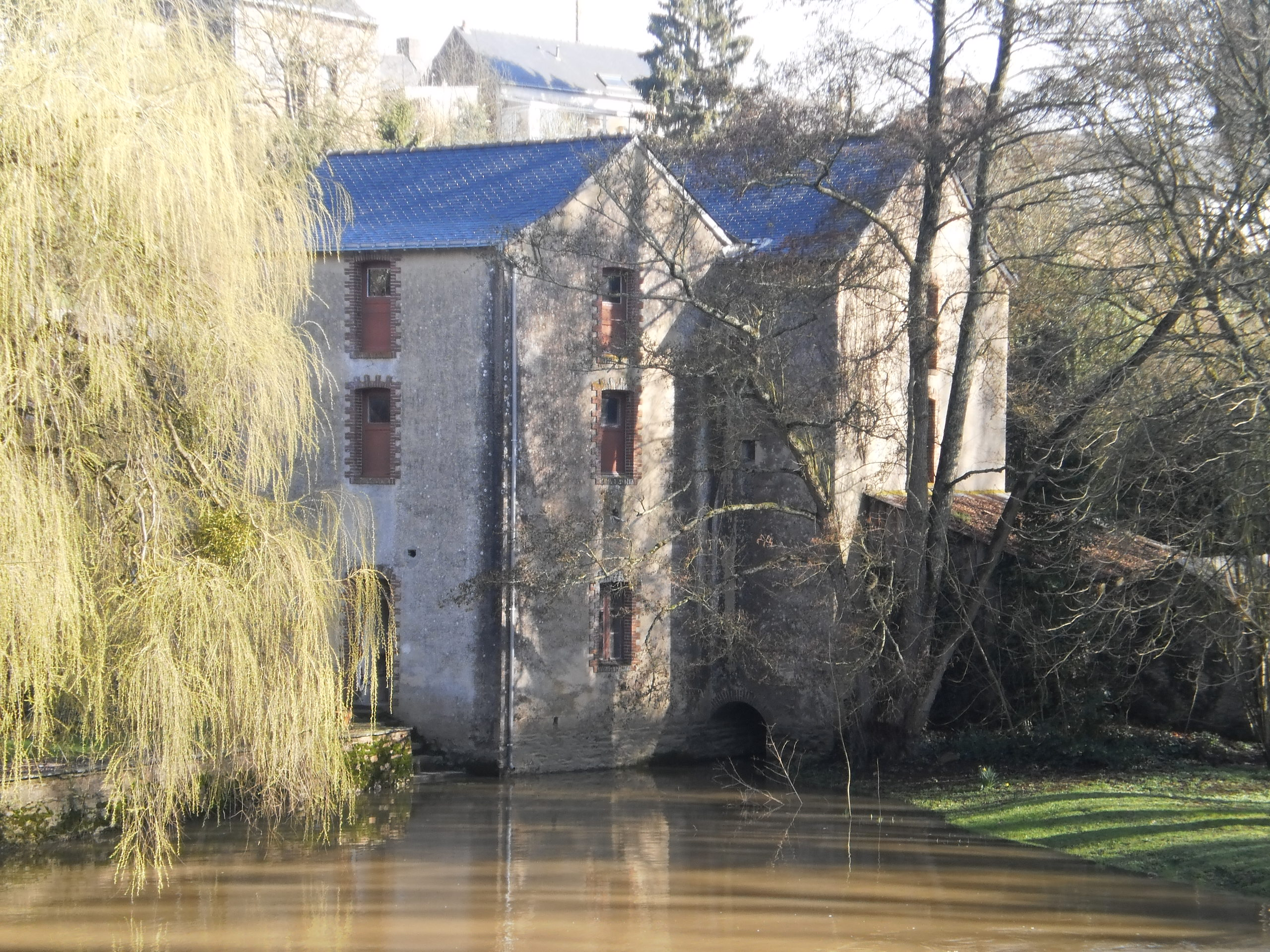
Moulin à eau sur l'Erdre à Bonnœuvre (Vallons-de-l'Erdre)

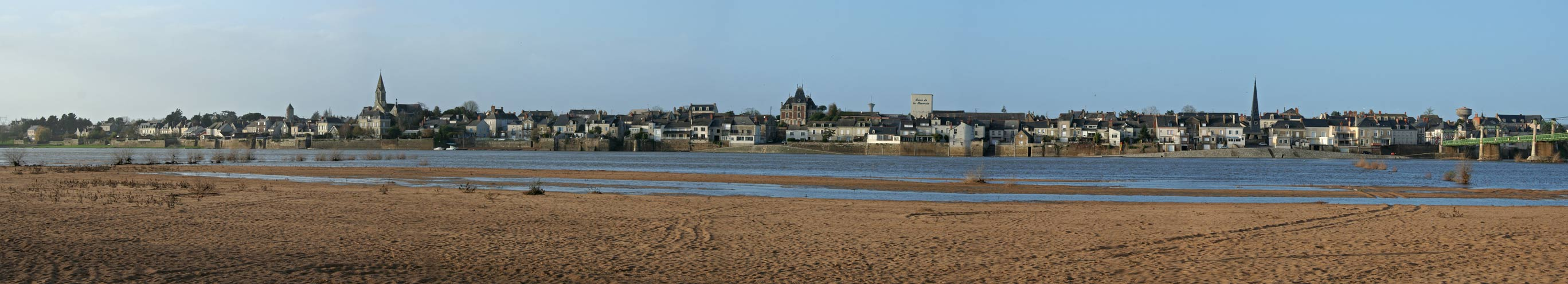
Ingrandes-le-Fresne-Sur-Loire, vue panoramique prise depuis la rive sud de la Loire.

### Démographie
| 1968   | 1975   | 1982   | 1990   | 1999   | 2010   | 2015   | 2021   |
| ------ | ------ | ------ | ------ | ------ | ------ | ------ | ------ |
| 42 269 | 43 986 | 47 588 | 50 079 | 51 435 | 63 212 | 66 313 | 68 998 |

## Administration

### Siège
Le siège est situé à Ancenis-Saint-Géréon.

### Les élus
Le conseil communautaire de la communauté de communes se compose de 56 conseillers, élus pour une durée de six ans.
Ils sont répartis comme suit :
| Nombre de conseillers | Communes                                                                            |
| --------------------- | ----------------------------------------------------------------------------------- |
| 8                     | Ancenis-Saint-Géréon                                                                |
| 6                     | Loireauxence, Vallons-de-l'Erdre                                                    |
| 4                     | Ligné, Mésanger, Vair-sur-Loire                                                     |
| 3                     | Le Cellier, Oudon                                                                   |
| 2                     | Couffé, Joué-sur-Erdre, Ingrandes-le-Fresne-sur-Loire, Mouzeil, Riaillé, Teillé     |
| 1 (+1 suppléant)      | La Roche-Blanche, Le Pin, Montrelais, Pannecé, Pouillé-les-Côteaux, Trans-sur-Erdre |

### Présidence
| Période                                  | Période          | Identité            | Étiquette     | Qualité |
| ---------------------------------------- | ---------------- | ------------------- | ------------- | --- |
| 2000                                     | 2001             | Édouard Landrain    | UDF           | Maire d'Ancenis (1977-2001), Conseiller général du canton d'Ancenis (1979-2004), Député de la 5e circonscription de la Loire-Atlantique (1988-2006) |
| 2001                                     | 2014             | Hervé Bréhier       | MoDem         | Fonctionnaire, Maire de Mouzeil (1995-2020), Conseiller général du canton de Ligné (1994-2004) |
| 2014                                     | 9 juillet 2020   | Jean-Michel Tobie   | UDI puis LREM | Médecin, Maire d'Ancenis (2001-2018) puis d'Ancenis-Saint-Géréon (2019-2020), Conseiller général du canton d'Ancenis (2004-2015) |
| 9 juillet 2020                           | 22 novembre 2024 | Maurice Perrion     | UDI           | Géomètre-topographe, Maire de Ligné (1995-2024), Conseiller général du canton de Ligné (2004-2015) 3e Vice-président du Conseil Régional des Pays de la Loire (2015-2021) Président de l'AMF de Loire-Atlantique (2020-2024), Sénateur de Loire-Atlantique (2024) |
| 12 décembre 2024                         | En cours         | Jean-Pierre Belleil | SE            | Agriculteur, Maire de Joué-sur-Erdre (depuis 2008) |
| Les données manquantes sont à compléter. |                  |                     |               | |

### Commissions de travail
6 commissions de travail regroupent l'ensemble des compétences de la collectivité :
- Développement et aménagement économique
- Aménagement du territoire
- Environnement
- Ruralité-mobilités
- Finances et moyens généraux
- Animations et solidarités

### Régime fiscal et budget
Le régime fiscal de la communauté de communes est la fiscalité professionnelle unique (FPU).

## Réalisations et projets

### Équipements culturels et de loisirs

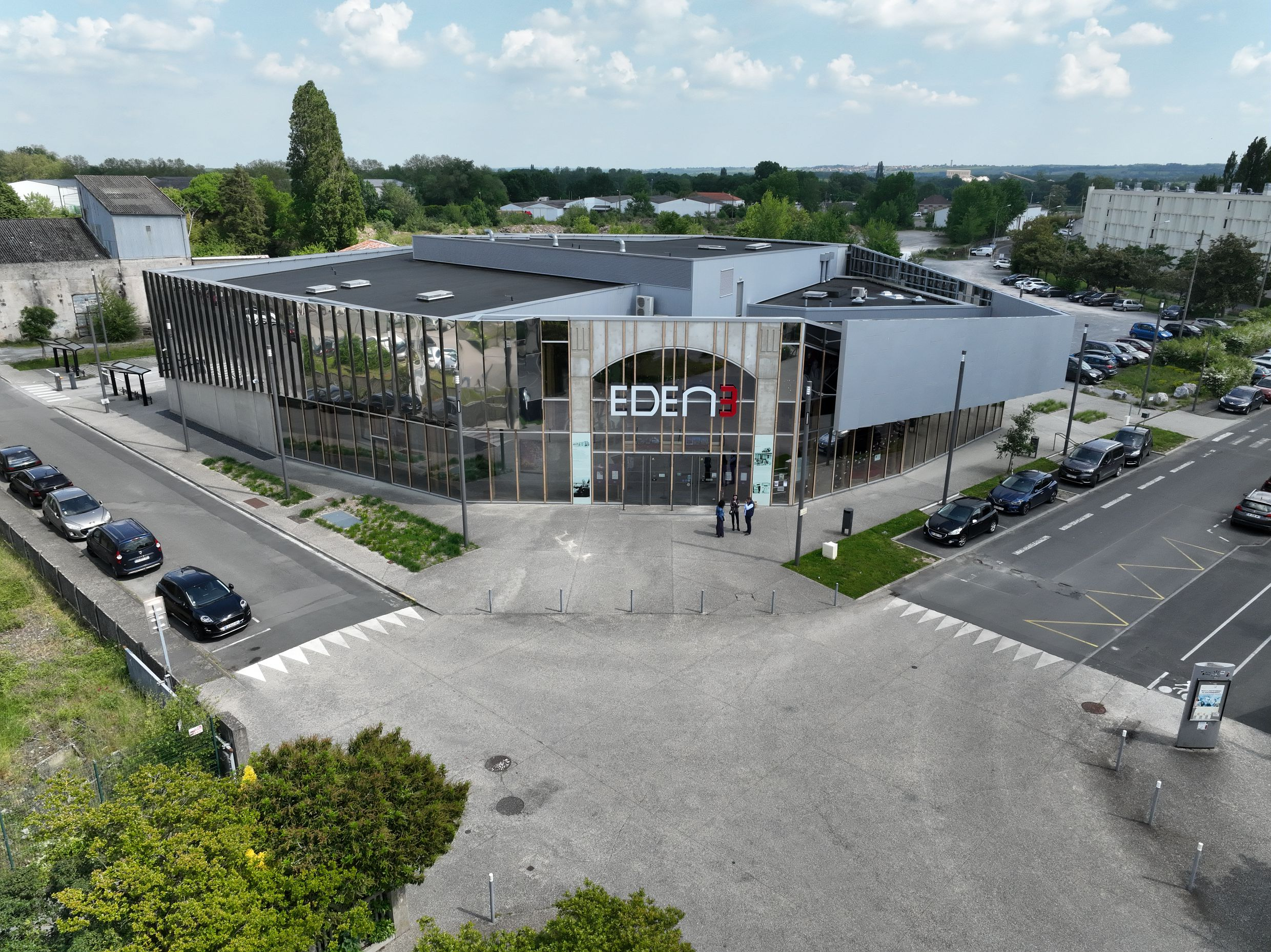
Le cinéma Eden 3

- Le cinéma Eden 3Cinéma intercommunal Eden 3[7]

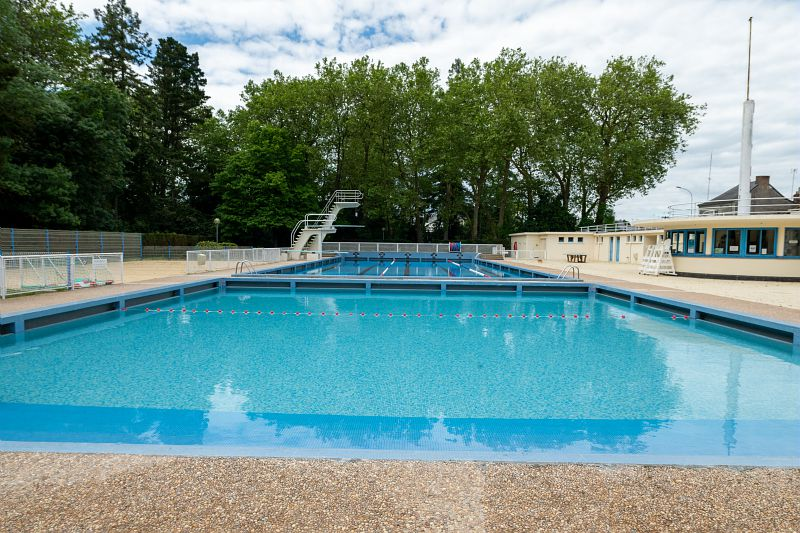
La piscine de plein-air Alexandre Braud

- La piscine de plein-air Alexandre BraudCentre Aquatique Jean Blanchet à Ancenis-Saint-Géréon
- Piscine de plein air Alexandre Braud à Vallons-de-l'Erdre
- Piscine de plein air de La Charbonnière à Ancenis-Saint-Géréon
- réseau de 27 bibliothèques et médiathèques intercommunales Biblio'fil

### Développement économique
- L'Espace Entreprendre, dans la zone d'activités de l'Aéropôle d'Ancenis-Saint-GéréonEspace Entreprendre[8]
- Zones d'activités

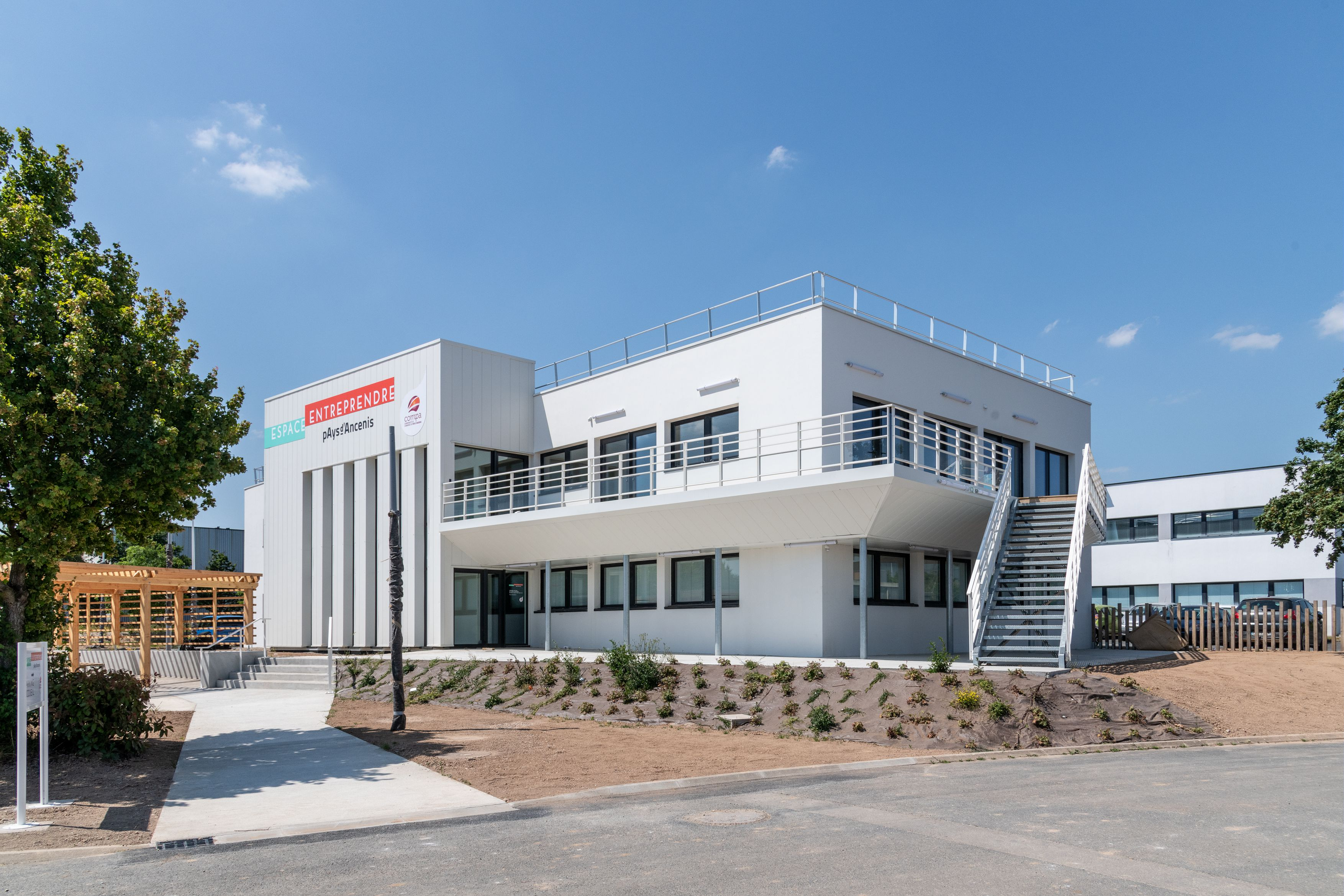
L'Espace Entreprendre, dans la zone d'activités de l'Aéropôle d'Ancenis-Saint-Géréon

  - "La Savinière et l'Aubinière", "L'Aufresne", "L'Hermitage", "La Bricauderie", "Espace 23", "La Fouquetière" à Ancenis-Saint-Géréon
  - "L'Aéropôle" à cheval sur Ancenis-Saint-Géréon et Mésanger[9]
  - "Blanchardière", "Le Château Rouge", "Petit-Bois" à Mésanger
  - "Le Plessis" à Oudon
  - "Les Relandières" et "Bel-Air" à Le Cellier
  - "Les Coudrais", "Beaucé" à Ligné (Loire-Atlantique)
  - "Les Fuseaux" à Riaillé
  - "Les Mesliers" à Mouzeil
  - "Vallons d'Erdre" à Joué-sur-Erdre
  - "Le Croissel", "Les Molières", "L'Erdre" à Vallons-de-l'Erdre
  - "Les Merceries", "La Fontaine", "L'Erraud" à Vair-sur-Loire
  - "La Ferté", "Point du Jour" à Loireauxence
  - "Les Moncellières", "Les Lilas" à Ingrandes-le-Fresne-sur-Loire
  - "La Gare" à Pannecé
  - "Vieille Rue" à Teillé (Loire-Atlantique)
  - "Le Charbonneau" à Couffé

### Transport
- Aéroport d'Ancenis[10]
- Gare routière nord d'Ancenis[11]

### Environnement
- Gestion des déchèteries du pays d'Ancenis (Ligné, Loireauxence, Mésanger, Riaillé et Vallons-de-l'Erdre)[12]
- Création des écocycleries du Pays d'Ancenis[13]
- Alliance territoriale pour la création du Centre de tri public interrégional Unitri[14],[15],[16]
- Alliance territoriale pour la création du Centre de Valorisation et de Traitement des Déchets (CTVD) Valo'Loire

### Tourisme
- Espace Tourisme et Loisirs

## Manifestations culturelles et sportives

### Festival International Harpes au Max
Créé en 2016, Harpes au Max est le premier festival international de harpes en Pays d’Ancenis. La COMPA s’appuie sur la présence des Harpes Camac sur le Pays d'Ancenis pour créer un rendez-vous d’exception dédié à la harpe en lien avec la Ville d'Ancenis-Saint-Géréon et les communes du territoire. Depuis sa création, le festival a reçu de nombreuses personnalités comme Deborah Henson-Conant, Edmar Castañeda, Eduardo Betancourt, Isabelle Moretti, Laurent Voulzyou Stephan Eicher.

### Festival Ce soir je sors mes parents
Depuis 2003, ce festival se tient chaque automne sur un secteur géographique différent du Pays d'Ancenis. La programmation pluridisciplinaire à destination du jeune public se couple à des résidences d'artistes et à rencontres dans les écoles, dans le cadre des programmes d'éducation artistique et culturelle de la COMPA.

### Relais de la Flamme Olympique des Jeux de Paris 2024

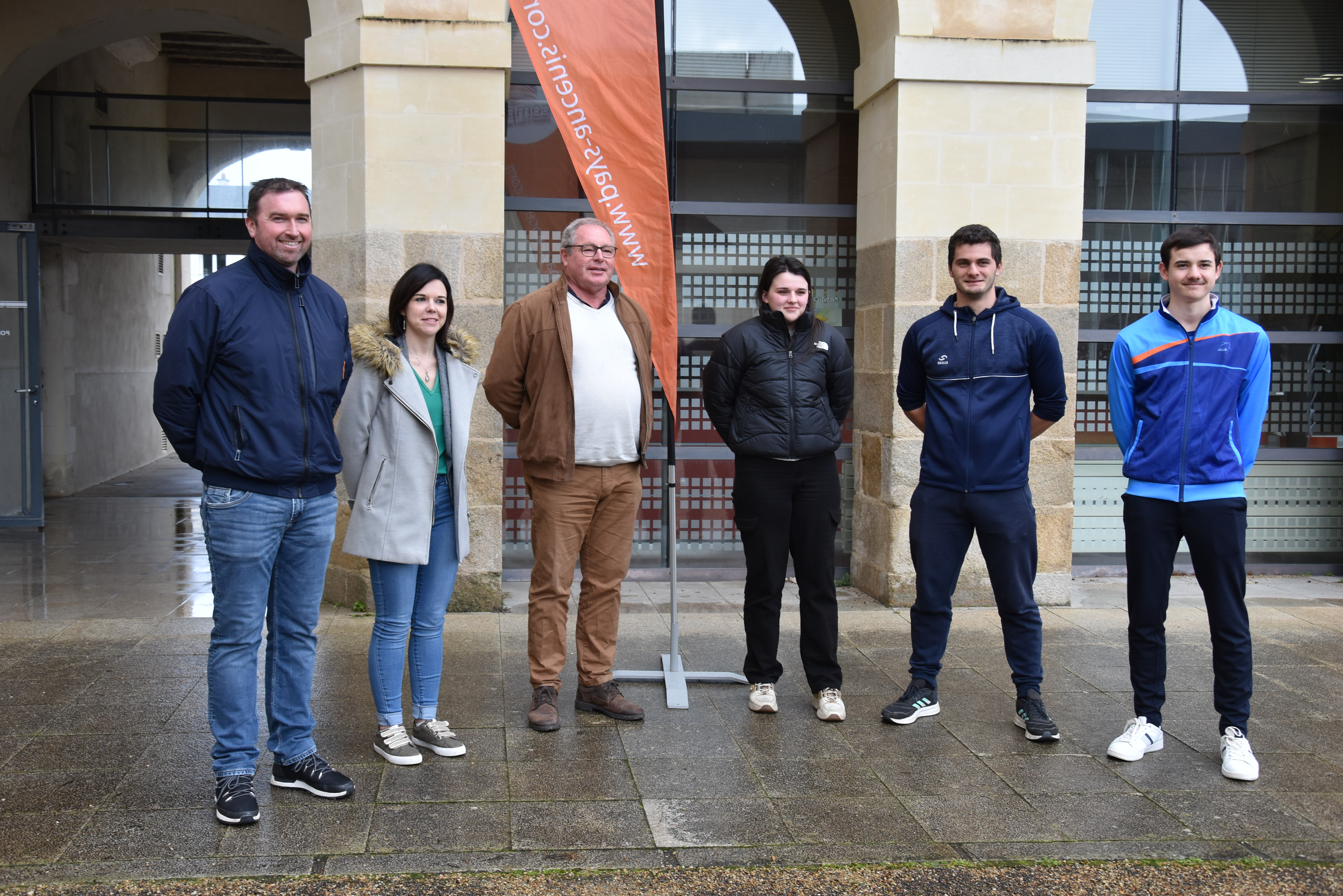
Les 6 porteurs originaires du Pays d'Ancenis

Dans le cadre des Jeux Olympiques et Paralympiques de Paris 2024, la COMPA s'est engagée à accueillir le Relais de la flamme associée à 4 villes de Loire-Atlantique (La Baule, Vertou, Saint-Sébastien-sur-Loire et Basse-Goulaine), baptisée Entre Loire et Atlantique, a traversé le Pays d'Ancenis en trois communes : Ingrandes-le-Fresne-sur-Loire, Vallons-de-l'Erdre et Ligné, rassemblant près de 14 000 spectateurs. Plus de 700 bénévoles ont participé à l'événement.
Trois porteurs de la Flamme Olympique titulaires et trois suppléants ont été sélectionnés par les communes respectives.